# 居摄
居摄（元年：6年 - 末年：8年十一月）是西汉君主孺子婴的第一个年号，共计3年。
这时王莽摄政，代行皇帝之权。

## 纪年
| 居摄 | 元年 | 二年 | 三年 |
| ---- | ---- | ---- | ---- |
| 公元 | 6年  | 7年  | 8年  |
| 干支 | 丙寅 | 丁卯 | 戊辰 |

## 参看
- 中國年號索引

| 前一年號： 元始 | 西漢年號 居攝 | 下一年號： 初始 |